# Mittagskogel (Karinthië)
De Mittagskogel (Sloveens: Kepa) is een 2145 meter hoge berg in de Karawanken op de grens tussen de Oostenrijkse deelstaat Karinthië en Slovenië. Met die hoogte behoort de Mittagskogel tot de hogere bergen in het westelijke deel van de Karawanken.
De aan de noordzijde gelegen steile rotsflank geeft de berg een karakteristieke aanblik. De enige in de buurt gelegen berghut is de Bertahütte van de OeAV. Vanaf daar loopt een gemarkeerde route over de noordoostelijke zijde van de berg over de zuidoostelijke graat naar de top.
Aan noordwestelijke zijde, in het verloop van de Oostenrijks-Sloveense staatsgrens, ligt de Kleine Mittagskogel (1805 meter).